# Heno de Pravia

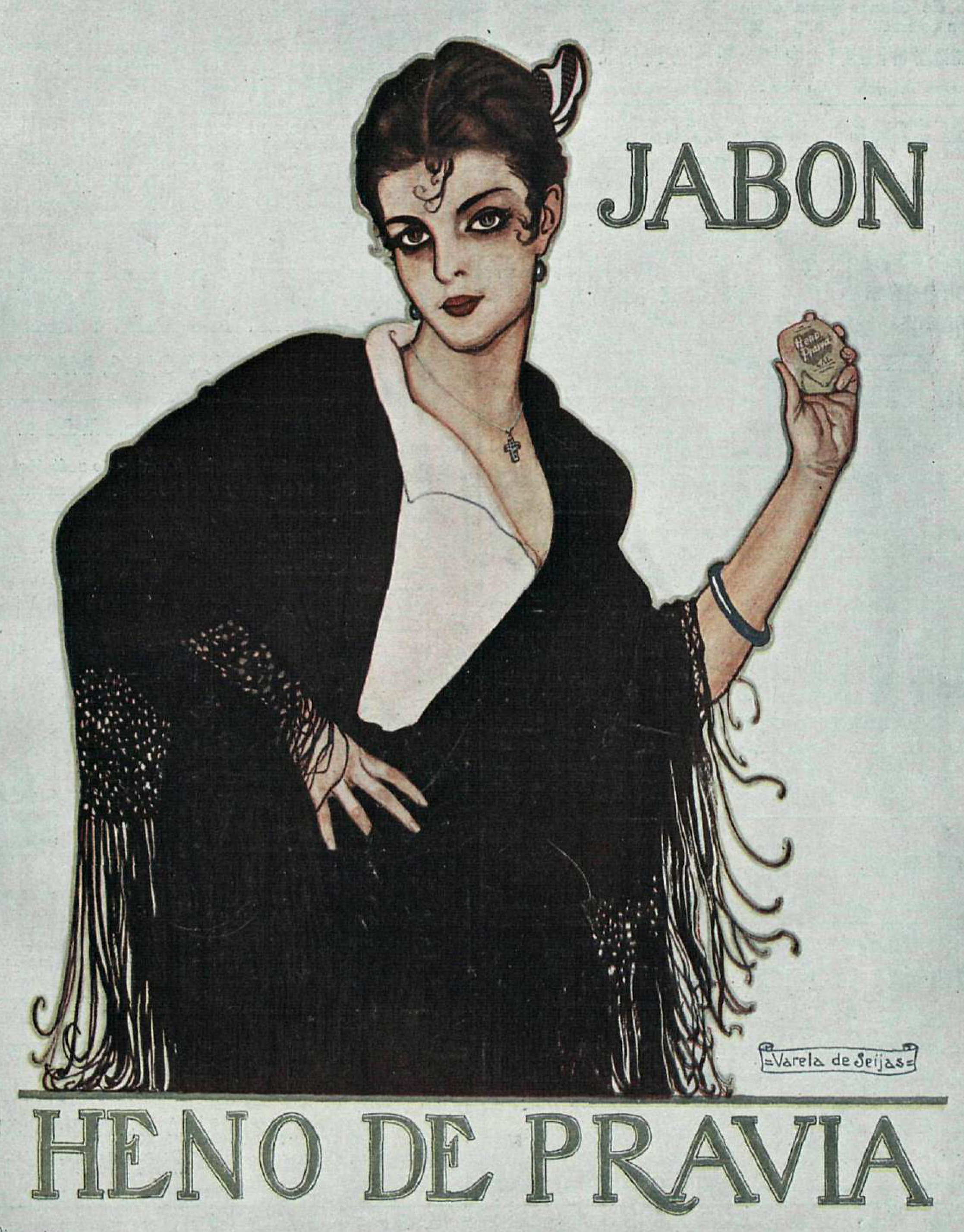
Anuncio de Heno de Pravia en La Esfera (1920), ilustración de Varela de Seijas.

Heno de Pravia es una marca de jabón famosa en España fabricada por Perfumería Gal, actualmente vinculada a la compañía española de moda y perfumes Puig.

## Historia

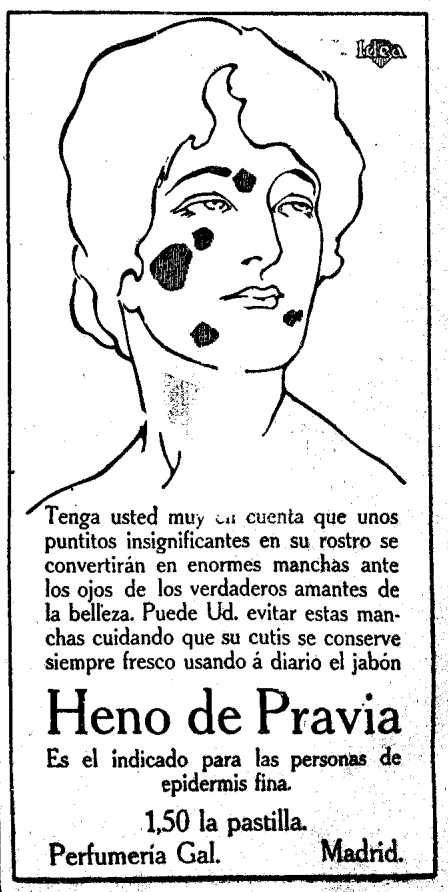
Anuncio en La Voz (1920).

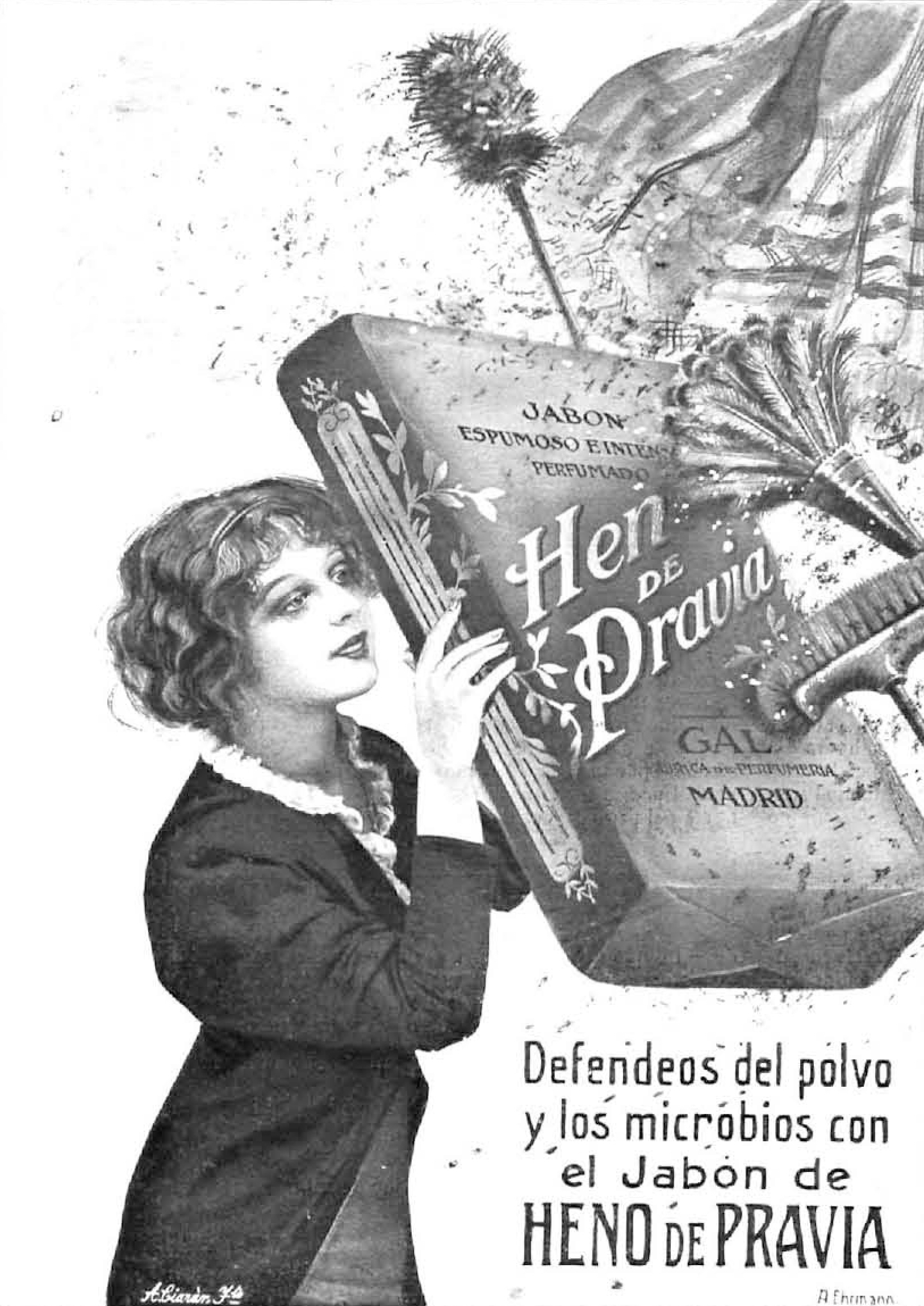
Anuncio de Heno de Pravia en La Ilustración Española y Americana (1913).

La historia del jabón Heno de Pravia empieza en 1903. En aquel año Salvador Echeandía Gal, cofundador de Perfumería Gal con su paisano (ambos de Irún, Guipúzcoa) Lesmes Sainz de Vicuña Arrascaeta, realizaba un viaje por Asturias cuando al pasar por la villa de Pravia quedó prendado del aroma que se desprendía del heno recién cortado. A partir de ese momento se obsesionó con la idea de crear un perfume con aquel olor. Como consecuencia de ello, en 1905 sacó a la venta un jabón con el aroma del heno recién cortado al que llamó Heno de Pravia en recuerdo de esta localidad. En 1911, Perfumería Gal registra como marca la pastilla de jabón para tocador de Heno de Pravia, que ya llevaba un año en circulación. Este jabón se presentaba en forma de una pastilla de color verde como el heno verde y envuelta en papel amarillo como el heno seco.
Su éxito también se debe a que fue la primera empresa española en crear un departamento de publicidad. Se preocuparon en contratar a los mejores publicistas e ilustradores de principios del siglo XX, como A. Ehrmann, responsable de los dibujos en la década de 1910, Alfons Mucha, Federico Ribas o Pedro Prat Caballí crearon publicidad con un estilo cercano al art déco. Actrices de la época la publicitarón como Margarita Xirgu, María Guerrero o María Ladrón de Guevara. Esta última declaraba en una portada de junio de 1916 de la revista Nuevo Mundo: “Me lavo con jabón Heno de Pravia porque es el más beneficioso para el cutis y el más perfumado”.
En los años cincuenta, la compañía empezaría a contratar cuñas de radio, con músicas y canciones publicitarias pegadizas. En los setenta anuncios en la televisión, y empezando a comercializar también colonia fresca, familiar y unisex.
Desde entonces hasta ahora aquel jabón con olor a hierba ha tenido un gran éxito, convirtiéndose en toda una gama de productos de higiene (jabones en pastilla, jabones en crema, geles, desodorantes, colonias familiares y colonia envasada), siendo actualmente una marca bien conocida y diferenciada que se vende en todo el mundo, a pesar de tener ya más de un siglo de existencia.

## En la cultura popular
En Pravia existe actualmente un parque llamado Heno de Pravia en reconocimiento a la promoción que el jabón hace de la villa.
En la obra La venganza de Don Mendo de Pedro Muñoz Seca, tres primos de don Nuño venidos de Pravia  se ofrecen a batirse por el honor de su familia con la frase: «Para lavar el baldón, la mancha que nos agravia, conde Nuño, henos de Pravia».